# Éric Rabésandratana
Éric Rabésandratana (Épinay-sur-Seine, Francia, 18 de septiembre de 1972) es un exfutbolista malgache aunque francés de nacimiento. Se desempeñaba como centrocampista defensivo y se retiró en 2007.

## Clubes
| Club                | País    | Año       | Partidos | Goles |
| AS Nancy            | Francia | 1990-1997 | 231      | 35    |
| Paris Saint-Germain | Francia | 1997-2001 | 101      | 5     |
| AEK Atenas FC       | Grecia  | 2001-2002 | 0        | 0     |
| LB Châteauroux      | Francia | 2002-2004 | 28       | 1     |
| RAEC Mons           | Bélgica | 2004-2007 | 74       | 6     |

- Datos: Q288329